# Witi Ihimaera

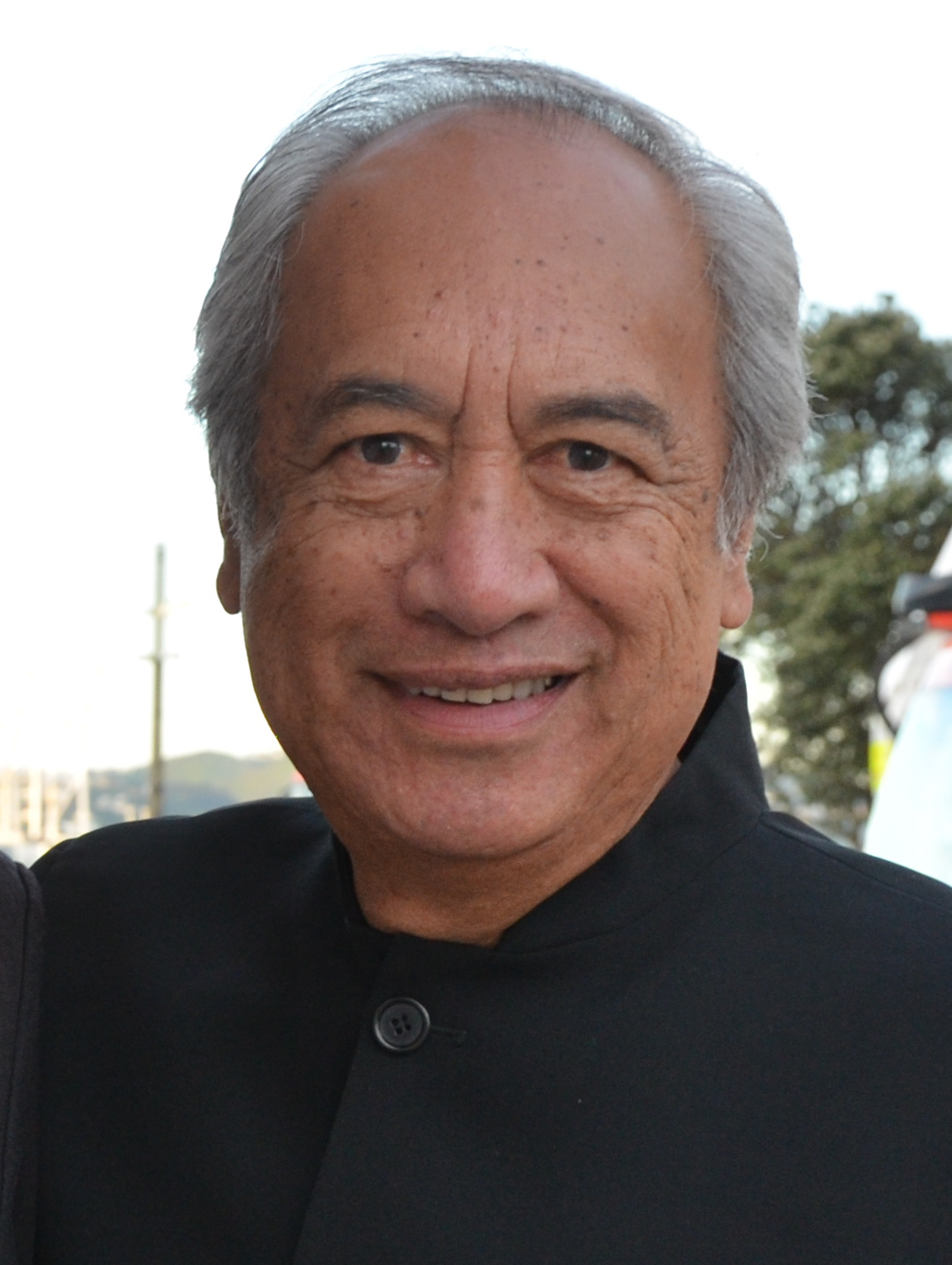
Witi Ihimaera (2015)

Witi Tame Ihimaera-Smiler (n. 7 februarie, 1944 - ) este un scriitor neozeelandez de origine māori.